# وينزفيل (كارولاينا الشمالية)

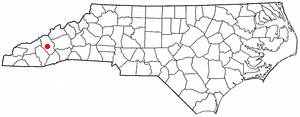
موقع مدينة وينزفيل في ولاية كارولاينا الشمالية

وينزفيل (بالإنجليزية: Waynesville)‏ هي مدينة أمريكية ومركز مقاطعة هايوود في ولاية كارولاينا الشمالية في الولايات المتحدة الأمريكية.

## التركيبة السكانية
حدّد مكتب تعداد الولايات المتحدة بيانات التركيبة السكانية لوينزفيل في تعداد الولايات المتحدة. في ما يلي، التركيبة السكانية حسب تعدادي 2000 و2010.

### تعداد عام 2000
بلغ عدد سكان وينزفيل 9,232 نسمة بحسب تعداد عام 2000، وبلغ عدد الأسر 4,106 أسرة وعدد العائلات 2,544 عائلة مقيمة في البلدة. في حين سجلت الكثافة السكانية 403.7 نسمة لكل كيلومتر مربع (1,045.6/ميل2). وبلغ عدد الوحدات السكنية 4,761 وحدة بمتوسط كثافة قدره 208.2 لكل كيلومتر مربع (539.2/ميل2).
وتوزع التركيب العرقي للبلدة بنسبة 94.42% من البيض و3.31% من الأمريكيين الأفارقة و0.54% من الأمريكيين الأصليين و0.16% من الأمريكيين ذوي الأصول الآسيوية و0.08% من سكان جزر المحيط الهادئ و0.76% من الأعراق الأخرى و0.73% من عرقين مختلطين أو أكثر و2.01% من الهسبانيون أو اللاتينيون من أي عرق.
بلغ عدد الأسر 4,106 أسرة كانت نسبة 25.8% منها لديها أطفال تحت سن الثامنة عشر تعيش معهم، وبلغت نسبة الأزواج القاطنين مع بعضهم البعض 45% من أصل المجموع الكلي للأسر، ونسبة 13.1% من الأسر كان لديها معيلات من الإناث دون وجود شريك،  بينما كانت نسبة 3.8% من الأسر لديها معيلون من الذكور دون وجود شريكة وكانت نسبة 38% من غير العائلات. تألفت نسبة 34% من أصل جميع الأسر من عدة أفراد يعيشون في نفس المنزل ونسبة 16% كانت تتألف من شخص يعيش بمفرده يبلغ من العمر 65 عاماً أو أكثر. وبلغ متوسط حجم الأسرة المعيشية 2.16، أما متوسط حجم العائلات فبلغ 2.71.
بلغ العمر الوسطي للسكان 44.0 عاماً. وكانت نسبة 19.9% من القاطنين تحت سن الثامنة عشر، وكانت نسبة 5.8% بين الثامنة عشر والرابعة والعشرين عاماً، ونسبة 24% كانت واقعةً في الفئة العمرية ما بين الخامسة والعشرين والرابعة والأربعين عاماً، ونسبة 25.4% كانت ما بين الخامسة والأربعين والرابعة والستين، ونسبة 20.9% كانت ضمن فئة الخامسة والستين عاماً فما فوق. يوجد لكل 100 أنثى 85.1 ذكر، ويوجد لكل 100 أنثى في الثامنة عشر من عمرها فما فوق 80.2 ذكر.
بلغ متوسط دخل الأسرة في البلدة 28,296 دولارًا، أما متوسط دخل العائلة فبلغ 36,404 دولارًا. وكان متوسط دخل الذكور 26,374 دولارًا مقابل 21,159 دولارًا للإناث. وسجل دخل الفرد الخاص بالبلدة 17,821 دولارًا. وكانت نسبة 12.6% من العائلات ونسبة 15.5% من السكان تحت خط الفقر، وكان من هؤلاء نسبة 24.6% تحت سن الثامنة عشر ونسبة 10.7% في الخامسة والستين من العمر وما فوق.

### تعداد عام 2010
بلغ عدد سكان وينزفيل 9,869 نسمة بحسب تعداد عام 2010، وبلغ عدد الأسر 4,426 أسرة وعدد العائلات 2,524 عائلة مقيمة في البلدة. في حين سجلت الكثافة السكانية 431.5 نسمة لكل كيلومتر مربع (1,117.6/ميل2). وبلغ عدد الوحدات السكنية 5,534 وحدة بمتوسط كثافة قدره 242 لكل كيلومتر مربع (626.8/ميل2).
وتوزع التركيب العرقي للبلدة بنسبة 92.38% من البيض و2.36% من الأمريكيين الأفارقة و0.61% من الأمريكيين الأصليين و0.39% من الأمريكيين ذوي الأصول الآسيوية و0.06% من سكان جزر المحيط الهادئ و2.93% من الأعراق الأخرى و1.28% من عرقين مختلطين أو أكثر و5.65% من الهسبانيون أو اللاتينيون من أي عرق.
بلغ عدد الأسر 4,426 أسرة كانت نسبة 22.9% منها لديها أطفال تحت سن الثامنة عشر تعيش معهم، وبلغت نسبة الأزواج القاطنين مع بعضهم البعض 40.2% من أصل المجموع الكلي للأسر، ونسبة 12.4% من الأسر كان لديها معيلات من الإناث دون وجود شريك،  بينما كانت نسبة 4.3% من الأسر لديها معيلون من الذكور دون وجود شريكة وكانت نسبة 43% من غير العائلات. تألفت نسبة 37.4% من أصل جميع الأسر من عدة أفراد يعيشون في نفس المنزل ونسبة 18% كانت تتألف من شخص يعيش بمفرده يبلغ من العمر 65 عاماً أو أكثر. وبلغ متوسط حجم الأسرة المعيشية 2.11، أما متوسط حجم العائلات فبلغ 2.74.
بلغ العمر الوسطي للسكان 46.7 عاماً. وكانت نسبة 17.8% من القاطنين تحت سن الثامنة عشر، وكانت نسبة 7.8% بين الثامنة عشر والرابعة والعشرين عاماً، ونسبة 22.3% كانت واقعةً في الفئة العمرية ما بين الخامسة والعشرين والرابعة والأربعين عاماً، ونسبة 27.5% كانت ما بين الخامسة والأربعين والرابعة والستين، ونسبة 24.6% كانت ضمن فئة الخامسة والستين عاماً فما فوق. وتوزع التركيب الجنسي للسكان بنسبة 46.6% ذكور و53.4% إناث.

## المناخ
يظهر الجدول التالي التغييرات المناخية على مدار السنة لوينزفيل:
| البيانات المناخية لـوينزفيل         | البيانات المناخية لـوينزفيل | البيانات المناخية لـوينزفيل | البيانات المناخية لـوينزفيل | البيانات المناخية لـوينزفيل | البيانات المناخية لـوينزفيل | البيانات المناخية لـوينزفيل | البيانات المناخية لـوينزفيل | البيانات المناخية لـوينزفيل | البيانات المناخية لـوينزفيل | البيانات المناخية لـوينزفيل | البيانات المناخية لـوينزفيل | البيانات المناخية لـوينزفيل | البيانات المناخية لـوينزفيل |
| الشهر                               | يناير                       | فبراير                      | مارس                        | أبريل                       | مايو                        | يونيو                       | يوليو                       | أغسطس                       | سبتمبر                      | أكتوبر                      | نوفمبر                      | ديسمبر                      | المعدل السنوي               |
| ----------------------------------- | --------------------------- | --------------------------- | --------------------------- | --------------------------- | --------------------------- | --------------------------- | --------------------------- | --------------------------- | --------------------------- | --------------------------- | --------------------------- | --------------------------- | --------------------------- |
| الدرجة القصوى °ف (°م)               | 78 (26)                     | 79 (26)                     | 89 (32)                     | 89 (32)                     | 92 (33)                     | 98 (37)                     | 98 (37)                     | 96 (36)                     | 92 (33)                     | 90 (32)                     | 83 (28)                     | 78 (26)                     | 98 (37)                     |
| متوسط درجة الحرارة الكبرى °ف (°م)   | 49.0 (9.4)                  | 52.3 (11.3)                 | 59.5 (15.3)                 | 67.7 (19.8)                 | 74.9 (23.8)                 | 80.9 (27.2)                 | 83.4 (28.6)                 | 82.7 (28.2)                 | 77.0 (25.0)                 | 69.0 (20.6)                 | 60.1 (15.6)                 | 51.1 (10.6)                 | 67.3 (19.6)                 |
| متوسط درجة الحرارة الصغرى °ف (°م)   | 23.3 (−4.8)                 | 26.1 (−3.3)                 | 32.0 (0.0)                  | 38.9 (3.8)                  | 47.2 (8.4)                  | 55.3 (12.9)                 | 59.1 (15.1)                 | 58.6 (14.8)                 | 51.6 (10.9)                 | 40.4 (4.7)                  | 31.7 (−0.2)                 | 25.5 (−3.6)                 | 40.8 (4.9)                  |
| أدنى درجة حرارة °ف (°م)             | −22 (−30)                   | −16 (−27)                   | −8 (−22)                    | 15 (−9)                     | 24 (−4)                     | 31 (−1)                     | 40 (4)                      | 38 (3)                      | 27 (−3)                     | 12 (−11)                    | 0 (−18)                     | −8 (−22)                    | −22 (−30)                   |
| الهطول إنش (مم)                     | 4.33 (110)                  | 4.48 (114)                  | 4.39 (112)                  | 3.76 (96)                   | 4.30 (109)                  | 4.07 (103)                  | 3.71 (94)                   | 4.20 (107)                  | 3.94 (100)                  | 2.65 (67)                   | 3.73 (95)                   | 4.04 (103)                  | 47.61 (1٬209)               |
| متوسط تساقط الثلوج إنش (سم)         | 4.7 (12)                    | 3.0 (7.6)                   | 2.5 (6.4)                   | 1.2 (3.0)                   | 0.2 (0.51)                  | 0 (0)                       | 0 (0)                       | 0 (0)                       | 0 (0)                       | 0 (0)                       | 0.4 (1.0)                   | 2.0 (5.1)                   | 14.1 (36)                   |
| متوسط أيام هطول الأمطار (≥ 0.01 in) | 10.7                        | 10.7                        | 11.7                        | 11.5                        | 12.6                        | 13.0                        | 14.1                        | 12.6                        | 10.1                        | 8.4                         | 10.1                        | 11.0                        | 136.5                       |
| متوسط الأيام المثلجة (≥ 0.1 in)     | 2.1                         | 2.1                         | 1.2                         | 0.3                         | 0                           | 0                           | 0                           | 0                           | 0                           | 0                           | 0.4                         | 1.4                         | 7.6                         |
| المصدر: NOAA (normals 1981−2010)    |                             |                             |                             |                             |                             |                             |                             |                             |                             |                             |                             |                             |                             |

## معرض صور

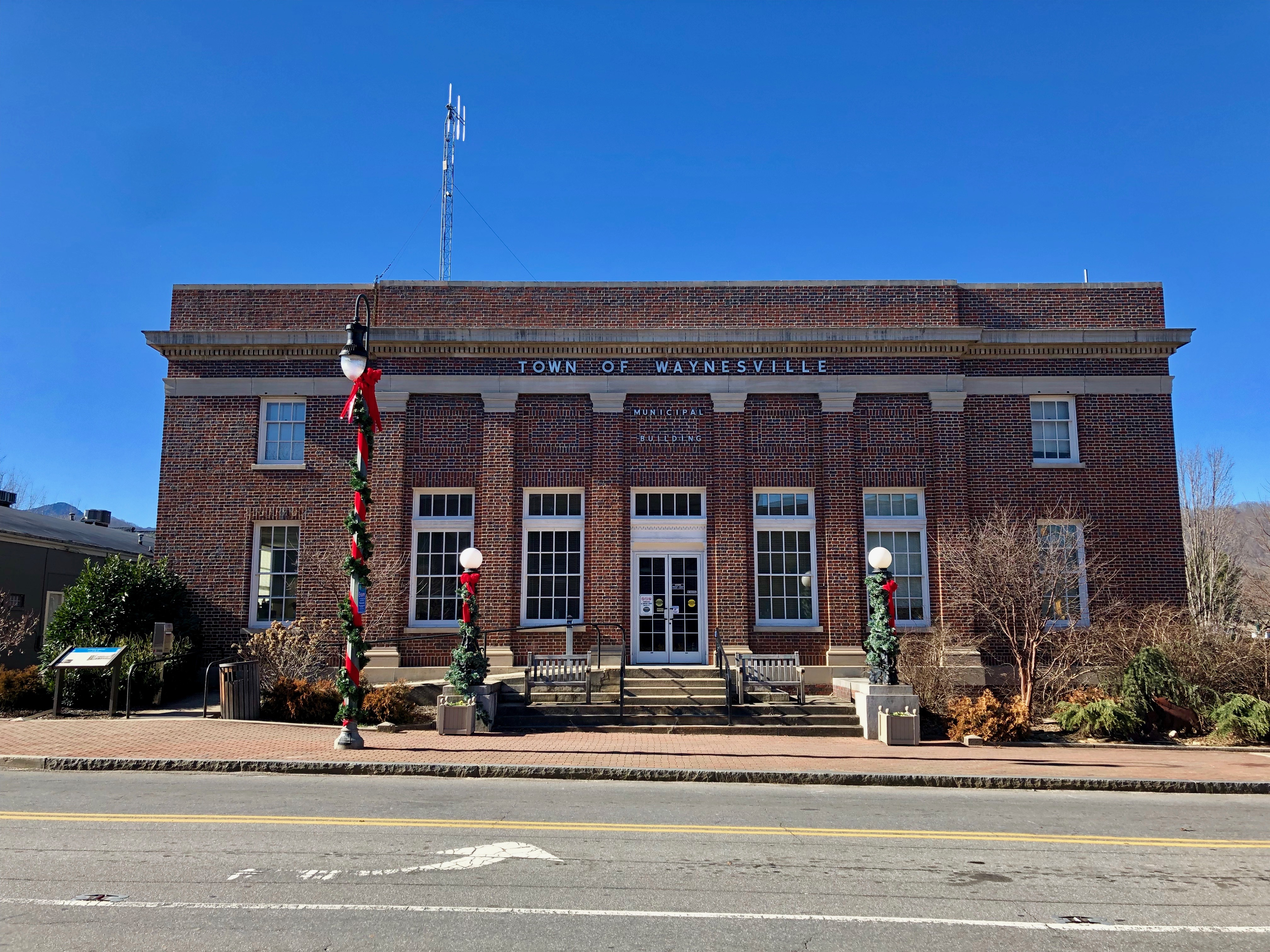
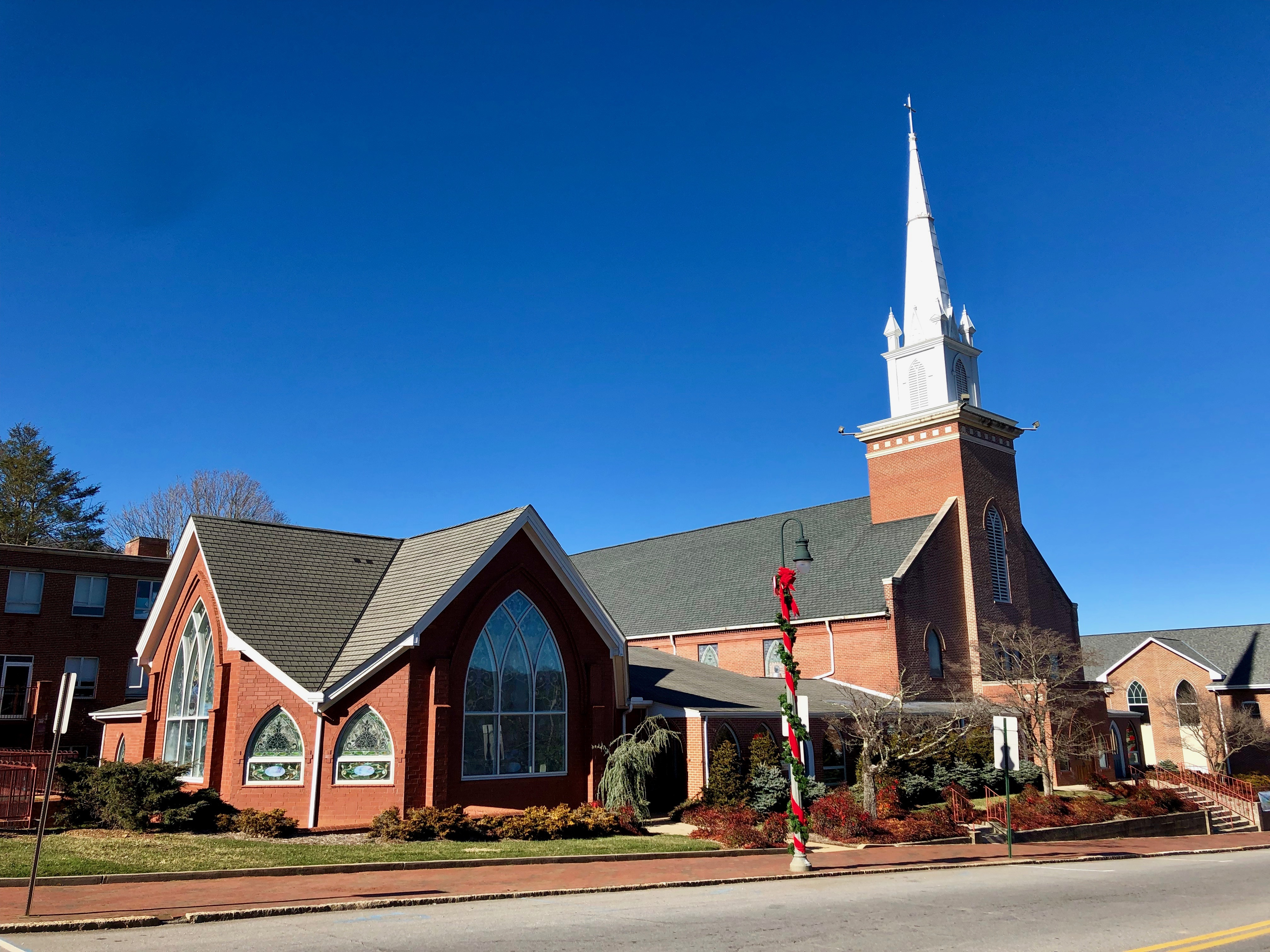
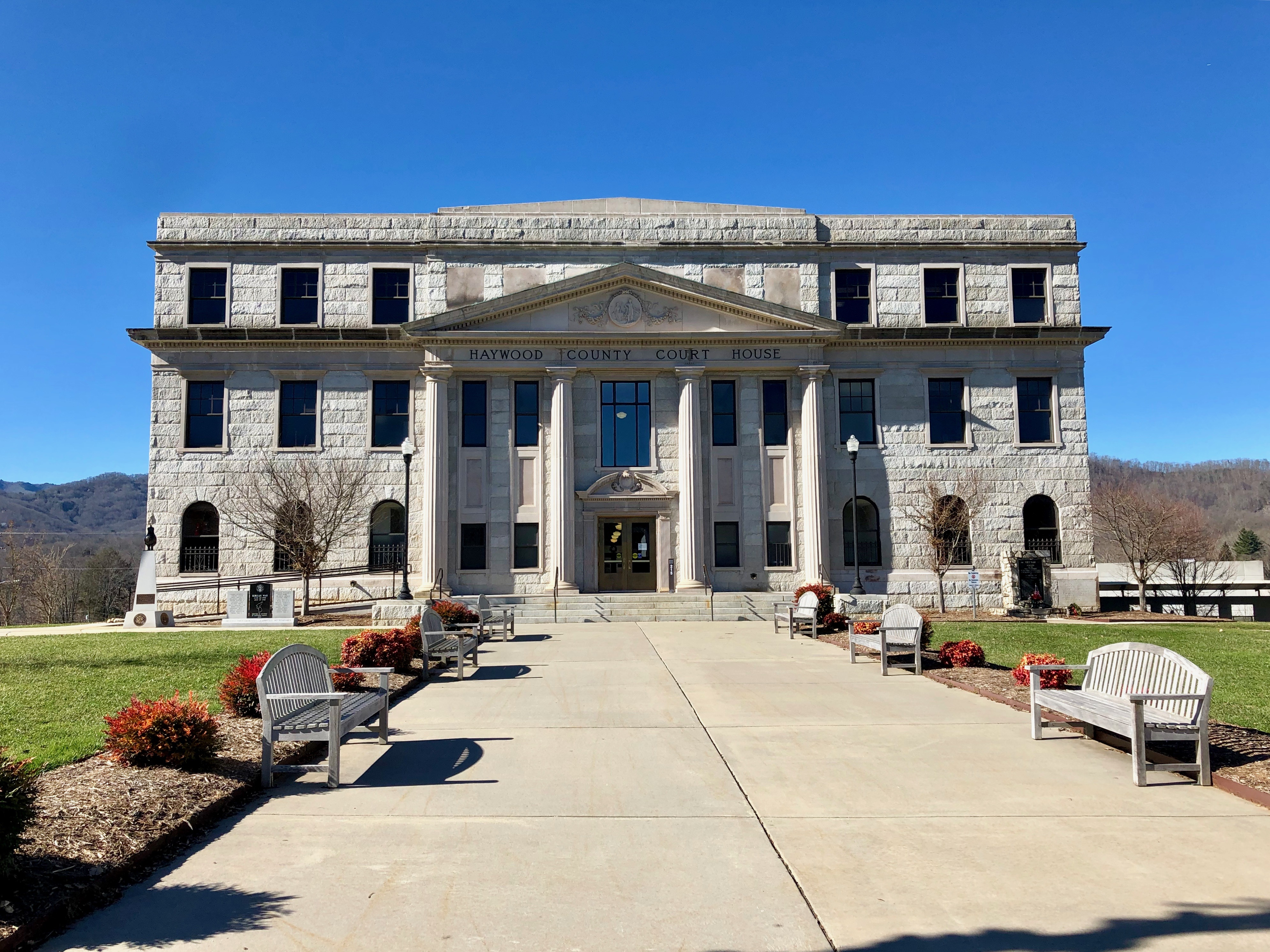
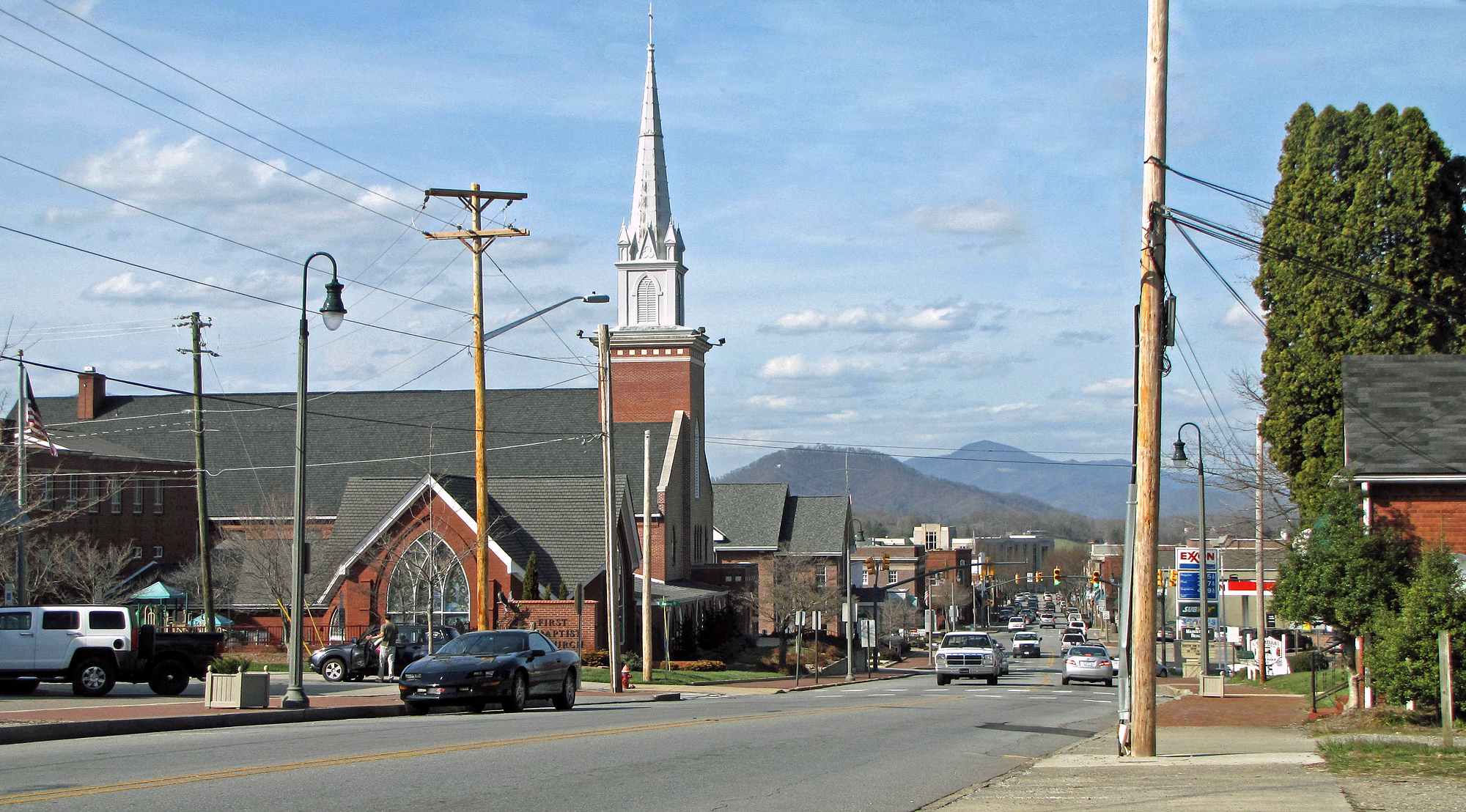
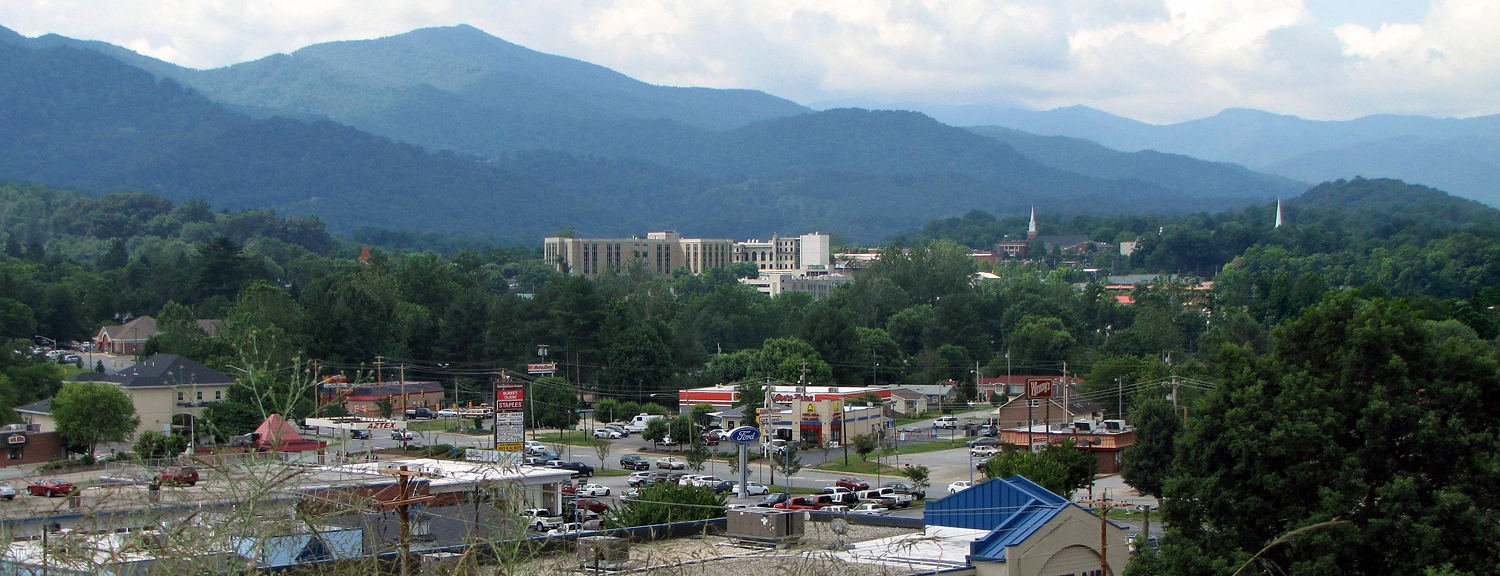

## أعلام
- فرد كروفورد
- بيل ميلنر
- دونالد ديفيس
- توماس د. جونستون
- جو سام كوين